# العلاقات البيروية الدومينيكانية
العلاقات البيروفية الدومينيكانية هي العلاقات الثنائية التي تجمع بين بيرو وجمهورية الدومينيكان.

## مقارنة بين البلدين
هذه مقارنة عامة ومرجعية للدولتين:
| وجه المقارنة                                              | بيرو                                   | جمهورية الدومينيكان |
| --------------------------------------------------------- | -------------------------------------- | ------------------- |
| المساحة (كم2)                                             | 1.29 مليون                             | 48.67 ألف           |
| عدد السكان (نسمة)                                         | 32.16 مليون                            | 10.40 مليون         |
| الكثافة السكانية (ن./كم²)                                 | 24.93                                  | 213.68              |
| العاصمة                                                   | ليما                                   | سانتو دومينغو       |
| اللغة الرسمية                                             | اللغة الإسبانية، اللغة الأيمرية، كتشوا | اللغة الإسبانية     |
| العملة                                                    | سول بيروفي جديد                        | بيزو دومنيكاني      |
| الناتج المحلي الإجمالي (بليون دولار)                      | 211.39 مليار                           | 75.93 مليار         |
| الناتج المحلي الإجمالي (تعادل القوة الشرائية) بليون دولار | 393.13 مليار                           | 149.89 مليار        |
| الناتج المحلي الإجمالي الاسمي للفرد دولار أمريكي          | 6.03 ألف                               | 6.47 ألف            |
| الناتج المحلي الإجمالي للفرد دولار أمريكي                 | 11.99 ألف                              | 13.26 ألف           |
| مؤشر التنمية البشرية                                      | 0.740                                  | 0.715               |
| رمز المكالمات الدولي                                      | +51                                    | +1809، +1829، +1849 |
| رمز الإنترنت                                              | .pe                                    | .do                 |
| المنطقة الزمنية                                           | توقيت بيرو، 00                         | 00                  |

## مدن متوأمة
في ما يلي قائمة باتفاقيات التوأمة بين مدن بيروفية ودومينيكانية:
- ترتبط ليما مع سانتو دومينغو باتفاقية توأمة.

## منظمات دولية مشتركة
يشترك البلدان في عضوية مجموعة من المنظمات الدولية، منها:
| علم المنظمة | اسم المنظمة                                                          | تاريخ انضمام بيرو | تاريخ انضمام جمهورية الدومينيكان |
| ----------- | -------------------------------------------------------------------- | ----------------- | -------------------------------- |
|             | وكالة حظر الأسلحة النووية في أمريكا اللاتينية ومنطقة البحر الكاريبي ‏ | ?                 | ?                                |
|             | المنظمة الهيدروغرافية الدولية                                        | ?                 | ?                                |
|             | الاتحاد البريدي العالمي                                              | ?                 | ?                                |
|             | يونسكو                                                               | 21 نوفمبر 1946    | 4 نوفمبر 1946                    |
|             | البنك الدولي للإنشاء والتعمير                                        | 31 ديسمبر 1945    | 18 سبتمبر 1961                   |
|             | منظمة التجارة العالمية                                               | ?                 | ?                                |
|             | وكالة ضمان الاستثمار متعدد الأطراف                                   | 2 ديسمبر 1991     | 7 مارس 1997                      |
|             | منظمة الشرطة الجنائية الدولية                                        | ?                 | ?                                |
|             | مؤسسة التمويل الدولية                                                | 20 يوليو 1956     | 31 أكتوبر 1961                   |
|             | الأمم المتحدة                                                        | 31 أكتوبر 1945    | 24 أكتوبر 1945                   |
|             | مؤسسة التنمية الدولية                                                | 30 أغسطس 1961     | 16 نوفمبر 1962                   |
|             | منظمة حظر الأسلحة الكيميائية                                         | ?                 | ?                                |

## أعلام
هذه قائمة لبعض الشخصيات التي تربطها علاقات بالبلدين:
- أليسا أوفييدو (لاعبة كرة قدم دومينيكانية، 18 أغسطس 1999 – )

## وصلات خارجية
- موقع وزارة الخارجية البيروفية